# 장 스타스

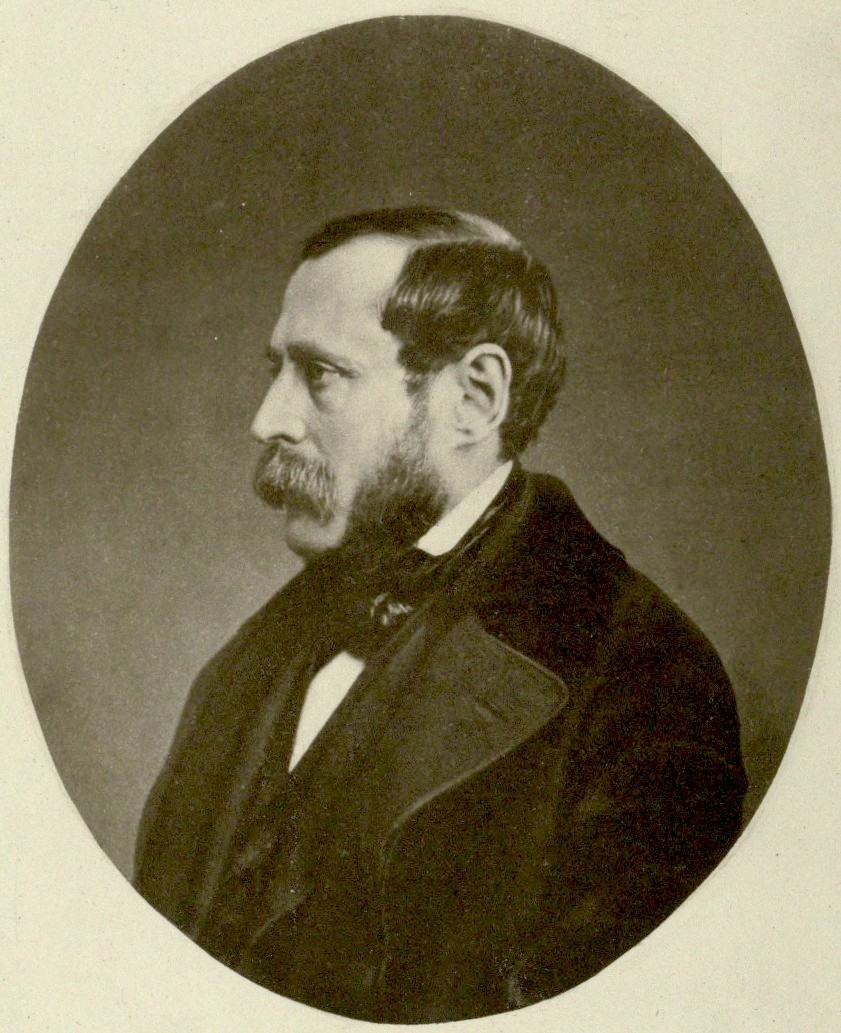

장 스타스(Jean Stas, 1813년 8월 21일 ~ 1891년 12월 13일)는 벨기에의 분석화학자이며 탄소 무게를 공동으로 발견했다.
뢰번에서 태어나 처음에는 물리학자로서 훈련을 받았다. 나중에 화학으로 전향하여 파리 에콜 폴리테크니크에서 장바티스트 뒤마의 감독 하에서 일했다. 스타스와 뒤마는 순물질의 견본의 무게를 재고 순수 산소에서 이를 태운 다음 이에 따라 생성되는 이산화 탄소의 무게를 잼으로써 탄소의 원자 무게를 확립했다.

## 같이 보기
- 시어도어 리처즈
- 질량 분석
- 독물학